# Joachim Pauli

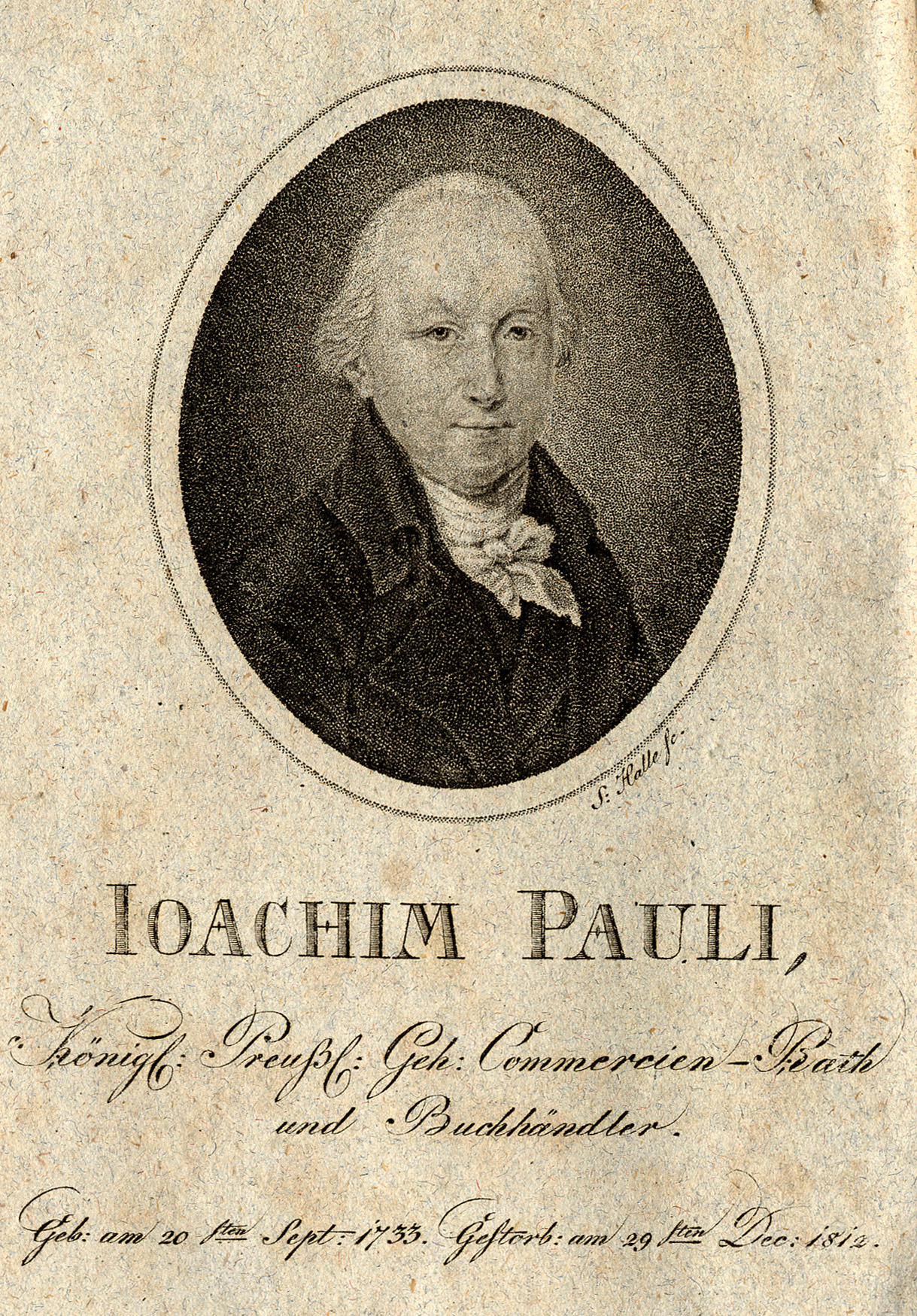
Joachim Pauli

Joachim Pauli (* 20. September 1733 in Stettin; † 29. Dezember 1812 in Berlin) war ein deutscher Buchdrucker und Verleger. Er gründete 1761 in Berlin ein Verlagshaus, das insbesondere durch den Verlag umfangreicher Nachschlagewerke bekannt wurde.

## Leben
Pauli absolvierte seine buchhändlerische Ausbildung ab Oktober 1755 in der Haude & Spenerschen Verlagsbuchhandlung zu Berlin. 1761 erhielt er ein Privileg für den Betrieb eines Verlagssortiments und avancierte rasch zu einer der bedeutenderen Firmen Berlins. Sein 1768–1825 knapp 500 Titel umfassendes Verlagsprogramm bestand hauptsächlich aus ökonomischen, landwirtschaftlichen, forstwirtschaftlichen, biologischen und zoologischen Werken, von denen heute insbesondere noch seine Ausgaben der Krünitzschen Enzyklopädie, der Naturgeschichte der Insecten von Carl Gustav Jablonsky und Johann Friedrich Wilhelm Herbst und der Allgemeinen Historie der Natur von Georges-Louis Leclerc de Buffon in Erinnerung sind.
Ab 1801 erscheint Pauli als reiner Verleger. Neben seiner buchhändlerischen und verlegerischen Tätigkeit war Pauli als Nachdrucker tätig, teilweise mit obrigkeitlicher Erlaubnis wie im Falle von Gellerts ursprünglich im Verlag von Reich und Fritsch in Leipzig erschienenen Schriften, die er 1765 mit preußischem Privileg unter der Bedingung, diese zur Hälfte des sächsischen Preises zu verkaufen, nachdruckte. Sein größtes Verlagswerk, die von 1773 bis 1858 in 242 Bänden erschienene Krünitzsche Enzyklopädie wurde allerdings selbst Opfer eines Raubdruckers, des in Brünn tätigen Johann Georg Trassler, der die ersten 129 Bände des Werks von 1787–1815 nachdruckte.
Am 6. Januar 1799 heiratete Pauli Caroline Charlotte geb. Müller (* um 1770), Witwe des geografischen Kupferstechers Carl Friedrich Gürsch. Aus der Ehe ging die Tochter Louise Christiane Charlotte Pauli (* 6. Januar 1801 in Berlin; † nach 1854) hervor. Seine zweite Frau Louise Christiane Jacobine Pauli geborene Schüler setzte er als Alleinerbin seines Vermögens ein. Sie führte den Verlag nach seinem Tode noch bis zu ihrem Lebensende 1823 fort.